# HKm Zvolen
HKm Zwoleń – słowacki klub hokejowy z siedzibą w Zwoleniu.
Został założony w 1936 roku, zaś w słowackiej ekstraklasie występuje od 1996 roku.

## Dotychczasowe nazwy
- ZTK Zvolen (1927−1964)
- Lokomotíva Bučina Zvolen (1964−1983)
- ZTK Zvolen (1983−1994)
- HK Hell Zvolen (1994−1995)
- HKm Zvolen (1995−)

## Sukcesy

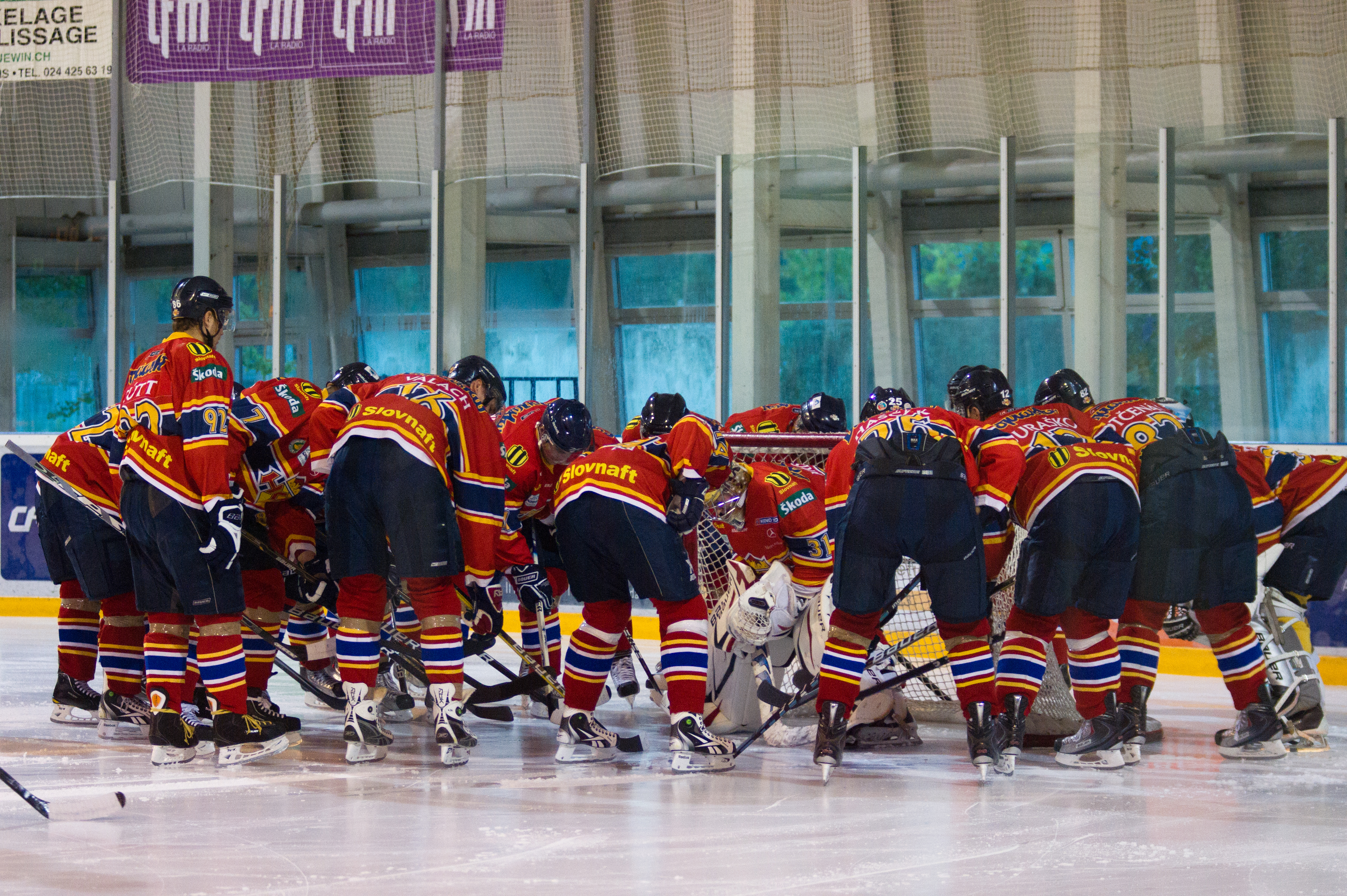
Drużyna HKm Zwoleń w meczu z Fribourg-Gottéron 24 sierpnia 2008

- Złoty medal 1. ligi: 1997, 2005
- Złoty medal mistrzostw Słowacji: 2001, 2013, 2021
- Srebrny medal mistrzostw Słowacji: 2000, 2002, 2004, 2005
- Brązowy medal mistrzostw Słowacji: 2003, 2019, 2022
- Puchar Kontynentalny: 2005
- Trzecie miejsce w Pucharze Kontynentalnym: 2002